# U–595
A VIIC típusú  U–595 tengeralattjárót a német haditengerészet rendelte a hamburgi Blohm & Voss-tól 1940. január 16-án. A hajót 1941. november 6-án állították szolgálatba. Három harci küldetése volt, hajót nem semmisített meg.

## Pályafutása
Az U–595 három őrjáratot tett, amelyek során 69 napot töltött tengeren. Ellenséges hajót nem süllyesztett el. 1942. november 14-én a Földközi-tengeren a Brit Királyi Légierő gépei megtámadták, és súlyosan megrongálták Francia Algéria partjainál, Orántól mintegy száz kilométerre északkeletre. A búvárhajóba víz ömlött, ezért nem tudott lemerülni. Mivel a repülők folytatták a támadást, a németek partra futtatták a tengeralattjárót, majd egy rádiós kivételével elhagyták. A hátra maradt tengerész kinyitotta a búvárhajó nyílásait, és működésbe hozta a robbanótölteteket, hogy megsemmisítse a hajót.
A parton a németek megadták magukat egy francia tisztnek, mivel úgy vélték, biztonságban vannak a Vichy-kormány területén. A franciák egy laktanyába vitték, majd éjszaka átadták őket egy amerikai különítménynek. November 15-én Oránban szállították őket, majd az USAT Brazil csapatszállító az Amerikai Egyesült Államokba hajózott velük, ahol a háború végéig fogolytáborba kerültek.

## Kapitány
| Név                 | Kezdőnap          | Zárónap            |
| ------------------- | ----------------- | ------------------ |
| Jürgen Quaet-Faslem | 1941. november 6. | 1942. november 14. |

## Őrjáratok
| Indulás | Indulónap           | Érkezés | Zárónap             |
| ------- | ------------------- | ------- | ------------------- |
| Kiel    | 1942. július 23.    | Brest   | 1942. augusztus 17. |
| Brest   | 1942. szeptember 9. | Brest   | 1942. október 6.    |
| Brest   | 1942. október 31.   | *       | 1942. november 14.  |

* A hajó nem érte el úti célját, legénysége elsüllyesztette